# Touba (Wybrzeże Kości Słoniowej)
Touba – miasto w zachodniej części Wybrzeża Kości Słoniowej. Siedziba regionu Bafing w dystrykcie Woroba.

## Środowisko naturalne
Miasto to jest położone na wysokości 473 m n.p.m. Średnia roczna temperatura w Toubie wynosi 24,5 °C, najwyższa jest w marcu i kwietniu (26,3 °C), zaś najniższa – w grudniu (22,6 °C). Średnia roczna suma opadów to 1398,9 mm, największe opady są we wrześniu, a najmniejsze zimą. Przeciętnie pada przez 134 dni w roku

## Demografia
W Toubie w 2014 roku mieszkało 22 361 osób, z czego 52,7% stanowili mężczyźni.

## Transport
W mieście znajduje się port lotniczy Mahana.